# Frillesås BK
Frillesås BK är en bandyförening i Frillesås i Kungsbacka kommun i Sverige, bildad 1960.
Herrlaget vann Division 1 södra säsongen 2005/2006 och deltog 2006 i playoffspel för avancemang till Allsvenskan säsongen 2006/2007, men misslyckades dock med att kvalificera sig för spel i Allsvenskan.
Klubben har Sjöaremossen i Väröbacka i Varbergs kommun som hemmaplan.
Den 24 februari 2018 kvalificerade sig klubben för spel i Elitserien säsongen 2018–2019, och blev därmed Hallands första lag i Sveriges högstadivision i bandy för herrar.
Den 19 november 2018 tog laget sina första poäng när det blev seger med 3–0 mot IFK Motala, och när seriespelet var över stod det klart att Frillesås BK säkrat nytt kontrakt.
Den 2 februari 2024 skrivs in i historieböckerna när de för första gången i klubbens historia tog sig till SM-slutspel i och med 4-3 segern mot Edsbyns IF.

## Spelartrupp 2023/2024
| Nummer      | Land      | Spelare             | Födelsedatum     | Moderklubb        | Kom ifrån          |
| Målvakter   | Målvakter | Målvakter           | Målvakter        | Målvakter         |                    |
| ----------- | --------- | ------------------- | ---------------- | ----------------- | ------------------ |
| 38          | Sverige   | Johannes Gustavsson | 11 december 1993 | Lesjöfors IF      | IF Boltic          |
| 86          | Sverige   | Christian Fagerell  | 1 juli 1986      | Sunvära SK        | Sunvära SK         |
| Försvarare  |           |                     |                  |                   |                    |
| 4           | Sverige   | Gustaf Rohm         | 18 juli 2000     | IF Boltic         | IF Boltic          |
| 11          | Sverige   | Jesper Henriksson   | 30 juli 1989     | Sunvära SK        | IFK Kungälv        |
| 44          | Sverige   | Gabriel Hultgren    | 26 mars 2001     | Åby Tjureda IF    | Åby Tjureda IF     |
| Halvor      |           |                     |                  |                   |                    |
| 7           | Sverige   | Fredrik Johansson   | 14 oktober 1986  | Frillesås BK      | IFK Kungälv        |
| 20          | Sverige   | Mattias Johansson   | 7 september 1991 | Frillesås BK      | Villa Lidköping BK |
| Mittfältare |           |                     |                  |                   |                    |
| 5           | Sverige   | Casper Brag         | 9 februari 2002  | Sunvära SK        | Sunvära SK         |
| 10          | Sverige   | Oskar Lundgren      | 8 oktober 1994   | Katrineholm Bandy | IFK Rättvik        |
| 13          | Finland   | Joonatan Irtamo     | 7 maj 2000       | JPS               | Katrineholm Bandy  |
| 19          | Sverige   | Johan Karlsson      |                  | Sunvära SK        | Sunvära SK         |
| 29          | Sverige   | Marcus Lindholm     | 25 maj 1998      | Järvsö BK         | Ljusdals BK        |
| 59          | Sverige   | August Klang        | 11 januari 2002  | Vetlanda BK       | Vetlanda BK        |
| Anfallare   |           |                     |                  |                   |                    |
| 17          | Finland   | Niklas Valtanen     | 14 december 1998 | OLS Uleåborg      | Veiterä            |
| 62          | Finland   | Tero Liimatainen    | 17 december 1995 | Veiterä           | Veiterä            |
| 66          | Sverige   | Linus Jönsson       | 3 mars 2000      |                   | Nässjö IF          |
| 77          | Sverige   | Anton Norrman       | 22 april 2006    | Sunvära SK        | Sunvära SK         |
| 95          | Finland   | Nico Nevalainen     | 17 maj 1995      |                   | Örebro SK Bandy    |
|             |           |                     |                  |                   |                    |